# Bringing Up Bobby
Bringing Up Bobby è un film del 2011 diretto da Famke Janssen.
La Janssen, al debutto dietro la macchina da presa, ha anche prodotto e sceneggiato il film, che ha per protagonista Milla Jovovich.

## Trama
Olive è un'artista europea che si trova in Oklahoma col figlio nel tentativo di sfuggire al suo passato e costruire un futuro migliore. Olive e Bobby seguono la loro strada da un'avventura all'altra finché il passato criminale di Olive li raggiunge. Di conseguenza, dovrà fare una scelta: continuare con una vita criminale o lasciare la persona che ama di più, nel tentativo di dare una possibilità a Bobby di avere una vita serena.

## Produzione
Le riprese del film iniziano il 19 luglio 2010 e durano 22 giorni.
La pellicola viene girata interamente a Oklahoma City nello stato dell'Oklahoma (Stati Uniti d'America).
Il titolo del film prende spunto dalla pellicola Susanna! (Bringing Up Baby) del 1938, senza esserne però né un remake né un sequel.

## Distribuzione
Il progetto viene messo sul mercato per la prima volta durante il Festival di Cannes 2011.
La pellicola viene presentata in svariati festival cinematografici:
- in Francia al Festival del cinema americano di Deauville il 5 settembre 2011
- in Canada all'Atlantic Film Festival il 16 settembre
- nei Paesi Bassi al Netherlands Film Festival il 28 settembre

Mentre negli Stati Uniti d'America:
- al Newport Beach Film Festival nell'aprile 2012
- al Dallas International Film Festival il 14 aprile
- al Santa Cruz Film Festival il 17 maggio
- al The White Sands International Film Festival il 22 agosto
- al Nashville Film Festival
- all'Omaha Film Festival
- al Savannah Film Festival

Il film esce nelle sale cinematografiche della Gran Bretagna nel 2011, mentre nei Paesi Bassi viene distribuito direct-to-video a partire dal 24 gennaio 2012. Negli Stati Uniti d'America viene distribuito a partire dal 28 settembre in numero limitato di copie.

### Divieto
Negli Stati Uniti d'America il film viene vietato ai minori di 13 anni per la presenza di linguaggio scurrile, contenuti sessuali e droga.